# Faxaflói
La Faxaflói, toponyme islandais signifiant littéralement en français « baie Faxa », est une baie d'Islande.

## Géographie
Elle est située dans le sud-ouest de l'Islande, entre les péninsules de Snæfellsnes au nord et Reykjanesskagi au sud. La capitale Reykjavik se trouve dans le Sud-Ouest de la baie, sur la péninsule de Seltjarnarnes.

## Histoire
La Faxaflói a toujours contribué à nourrir la population locale. Autrefois, on utilisait des petits bateaux pour pêcher près de la côte – lorsque les colonisateurs danois le permettaient.
Dans la partie nord-est de la Faxaflói, dans le Kollafjörður, se trouve la petite île de Viðey. Elle n’est plus habitée depuis 1943 mais on peut voir les traces des anciennes habitations (les plus anciennes datant du Xe siècle). Au XIIe siècle, on y construisit une église, et en 1225 un monastère qui perdura jusqu’à la Réforme, à la fin du XVIe siècle. En été, on peut prendre un ferry pour s'y rendre depuis Reykjavík.

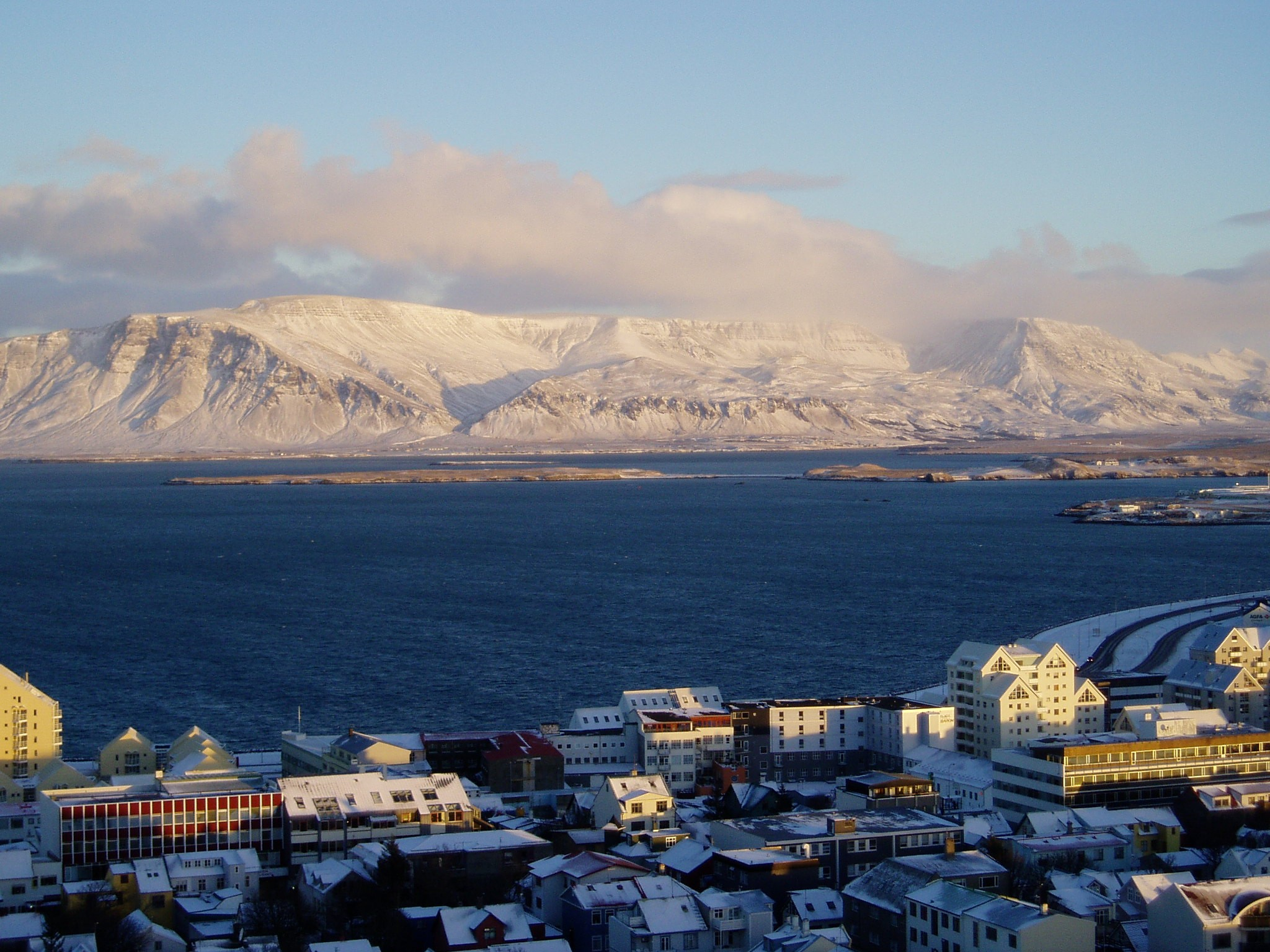
Reykjavik baignée par la Faxaflói.